# Charles Geli
Charles Geli, nascut el 26 març 1987 a Tolosa (Occitània, França), és un jugador de rugbi a 15 francès que juga a la posició de Pilar (rugbi) en la mida de la USAP de Perpinyà.

## Carrera

### Al club
- Perpinyà Des del 2008

## Palmarès
- Campió de França 2009 amb l'USAP.